# Rodrigo Melo Franco
Rodrigo Melo Franco de Andrade dit Rodrigo Melo Franco (Belo Horizonte, 17 août 1898 — Rio de Janeiro, 11 mai 1969) est un avocat, journaliste et historien de l'art brésilien.

## Biographie
Rodrigo Melo Franco de Andrade naît à Belo Horizonte, au Brésil, le 17 août 1898.
Il étudie le droit à Belo Horizonte et à São Paulo, obtenant toutefois son diplôme dans l'ancien district fédéral, à la faculté de droit de l'Université de Rio de Janeiro (URJ), prédécesseur de la faculté de droit de l'université fédérale de Rio de Janeiro (UFRJ).
Melo Franco est le rédacteur en chef (1924) puis le directeur (1926) de la Revista do Brasil (pt). Engagé en politique, il devient le chef de cabinet de Francisco Campos et, au sein de l'équipe qui a constitué le ministère de l'éducation et de la santé du gouvernement Getúlio Vargas, composée de nombreux intellectuels et artistes héritiers des idéaux de la Semaine d'art moderne, il a commandé le Service national du patrimoine historique et artistique (SPHAN), devenu l'Institut national du patrimoine artistique et historique (IPHAN), depuis sa fondation en 1937 jusqu'en 1967. Peu avant sa mort en 1969, Rodrigo continuait à faire des déclarations à la presse et à participer à des événements liés à son expérience au SPHAN.
Rodrigo Melo Franco de Andrade est le père du cinéaste Joaquim Pedro de Andrade (1932-1988), l'un des grands leaders du Cinema Novo (Nouveau cinéma), de Virgílio Andrade et de Clara Andrade Alvim.

## Œuvre
En tant qu'écrivain, Rodrigo Melo Franco a laissé huit nouvelles rassemblées dans le livre Velórios, publié en 1936. L'ouvrage a été reconnu par des intellectuels tels que Manuel Bandeira, Mário de Andrade et Sérgio Buarque de Holanda, qui a publié un article élogieux sur le livre dans le journal Diário de Notícias en 1948. La première édition a été payée par l'auteur et n'a pas eu plus de deux cents exemplaires. Un mois après sa sortie, Rodrigo a décidé de collecter les copies. Une deuxième édition n'est sortie qu'en 1974, cinq ans après la mort de Melo Franco. En tant que chercheur, il a publié, entre autres, Brasil : monumentos históricos e arqueológicos (1952) et Artistas coloniais (1958).

## Postérité
En son honneur, le ministère brésilien de la culture, par l'intermédiaire de l'Institut national du patrimoine artistique et historique, a institué en 1987 le prix Rodrigo Melo Franco de Andrade, un prix de niveau national qui, selon l'IPHAN, « récompense les actions de préservation du patrimoine culturel brésilien qui, en raison de leur originalité, de leur ampleur ou de leur caractère exemplaire, méritent d'être enregistrées, diffusées et reconnues publiquement ».